# Frakce nezávislá na Achdut ha-avoda
Frakce nezávislá na Achdut ha-avoda (hebrejsky: סיעה בלתי תלויה באחדות העבודה‎, Si'a bilti teluja be-Achdut ha-avoda) je bývalá izraelská politická strana existující v letech 1953–1954.

## Okolnosti vzniku a ideologie strany
Strana byla založena 20. ledna 1953 během funkčního období Knesetu zvoleného ve volbách roku 1951, kdy se v důsledku odlišného hodnocení politických procesů s lidmi okolo Rudolfa Slánského probíhajícího tehdy v Československu rozštěpila strana Mapam. V procesu, provázeném i antisemitskou rétorikou, byl postižen i vyslanec Mapamu v Československu Mordechaj Oren. Strana Mapam se kvůli tomuto vývoji posunula více do středu politického spektra a začala být kritičtější vůči extrémně levicovým názorům. Jistá část členů Mapam ale tento posun odmítla a stranu opustila. Byli to tehdejší poslanci Knesetu Moše Aram, Jisra'el Bar Jehuda, Jicchak Ben Aharon a Aharon Cizling, kteří ustavili novou stranu nazvanou Achdut ha-avoda – Po'alej Cijon. Tři poslanci Mapamu (Rostam Bastúní, Moše Sne a Adolf Berman) založili novou stranu nazvanou Si'at smol. Další skupina nespokojených poslanců Mapam (Chana Lamdan a David Livšic) založila stranu Frakce nezávislá na Achdut ha-avoda. Strana zanikla poté, co 13. ledna 1954 její oba poslanci přešli do strany Mapaj.